# Sicherheitsüberprüfungsgesetz
Das Sicherheitsüberprüfungsgesetz (SÜG) des Bundes regelt die Voraussetzungen und das Verfahren zur Sicherheitsüberprüfung von Personen, die mit bestimmten sicherheitsempfindlichen Tätigkeiten betraut werden sollen (Sicherheitsüberprüfung) oder bereits betraut worden sind (Wiederholungsüberprüfung).
Zusätzlich kann sich die Pflicht, sich einer Sicherheitsüberprüfung zu unterziehen, aus anderen Gesetzen ergeben. So sieht beispielsweise § 37 Abs. 3 SG für alle Personen, deren erstmalige Berufung in ein Dienstverhältnis als Berufssoldat oder Soldat auf Zeit beabsichtigt ist, eine einfache Sicherheitsüberprüfung nach dem Sicherheitsüberprüfungsgesetz vor. Entsprechendes gilt für Personen, die für das Bundeskriminalamt tätig werden sollen (§ 68 BKAG).

## Geltungsbereich
Das Sicherheitsüberprüfungsgesetz des Bundes ist insbesondere dann anzuwenden, wenn eine Behörde oder sonstige öffentliche Stelle des Bundes einer Person eine sicherheitsempfindliche Tätigkeit zuweisen möchte oder eine Verschlusssache an eine nicht-öffentliche Stelle weitergeben will.
Die die Bundesrepublik Deutschland bildenden Länder haben jeweils für ihre Landesbehörden entsprechende Gesetze erlassen. Diese Gesetze entsprechen im Kern dem Sicherheitsüberprüfungsgesetz des Bundes.

## Gliederung des Gesetzes
Erster Abschnitt: Allgemeine Vorschriften
§ 1 Zweck und Anwendungsbereich des Gesetzes
§ 2 Betroffener Personenkreis
§ 3 Zuständigkeit
§ 4 Verschlusssachen
§ 5 Sicherheitsrisiken, sicherheitserhebliche Erkenntnisse
§ 6 Rechte des Betroffenen
Zweiter Abschnitt: Überprüfungsarten und Durchführungsmaßnahmen
§ 7  Arten der Sicherheitsüberprüfung
§ 8  Einfache Sicherheitsüberprüfung
§ 9  Erweiterte Sicherheitsüberprüfung
§ 10 Erweiterte Sicherheitsüberprüfung mit Sicherheitsermittlungen
§ 11 Datenerhebung
§ 12 Maßnahmen bei den einzelnen Überprüfungsarten
Dritter Abschnitt: Verfahren
§ 13 Sicherheitserklärung
§ 14 Abschluss der Sicherheitsüberprüfung
§ 15 Vorläufige Zuweisung einer sicherheitsempfindlichen Tätigkeit
§ 16 Sicherheitserhebliche Erkenntnisse nach Abschluss der Sicherheitsüberprüfung
§ 17 Ergänzung der Sicherheitserklärung und Wiederholungsüberprüfung
Vierter Abschnitt: Akten über die Sicherheitsüberprüfung; Datenverarbeitung
§ 18 Sicherheitsakte und Sicherheitsüberprüfungsakte
§ 19 Aufbewahrung und Vernichtung der Unterlagen
§ 20 Speichern, Verändern und Nutzen personenbezogener Daten in Dateien
§ 21 Übermittlung und Zweckbindung
§ 22 Berichtigen, Löschen und Sperren personenbezogener Daten
§ 23 Auskunft über gespeicherte personenbezogene Daten
Fünfter Abschnitt: Sonderregelungen bei Sicherheitsüberprüfungen für nicht-öffentliche Stellen
§ 24 Anwendungsbereich
§ 25 Zuständigkeit
§ 26 Sicherheitserklärung
§ 27 Abschluss der Sicherheitsüberprüfung, Weitergabe sicherheitserheblicher Erkenntnisse
§ 28 Aktualisierung der Sicherheitserklärung
§ 29 Übermittlung von Informationen über persönliche und arbeitsrechtliche Verhältnisse
§ 30 Sicherheitsakte der nicht-öffentlichen Stelle
§ 31 Datenverarbeitung, -nutzung und -berichtigung in automatisierten Dateien
Sechster Abschnitt: Reisebeschränkungen, Sicherheitsüberprüfungen auf Antrag ausländischer Dienststellen und Schlussvorschriften
§ 32 Reisebeschränkungen
§ 33 Sicherheitsüberprüfung auf Antrag ausländischer Dienststellen
§ 34 Ermächtigung zur Rechtsverordnung
§ 35 Allgemeine Verwaltungsvorschriften
§ 36 Anwendung des Bundesdatenschutzgesetzes, Bundesverfassungsschutzgesetzes, MAD-Gesetzes und BND-Gesetzes
§ 37 Strafvorschriften
§ 38 Änderung von Gesetzen
§ 39 Inkrafttreten